# جاناتان باردن
جاناتان باردن (انگلیسی: Jonathan Barden؛ زادهٔ ۹ نوامبر ۱۹۹۲) بازیکن فوتبال است.
از باشگاه‌هایی که در آن بازی کرده‌است می‌توان به باشگاه ورزشی وستمانایا اشاره کرد.